# 肯·阿利贝克
阿利別科夫，卡納特讓·拜扎科維奇 （在美國以 肯·阿利貝克 或 肯尼特·阿利貝克爲名；{{bd}1950年}}） 出生於哈薩克南部地區考楚克，是一位微生物學家、生物技術行政專家，專長領域涵蓋急性傳染病、以土拉菌病、炭疽病和馬堡病毒為基礎的生物武器、及對生物武器的防禦。他擁有生物學博士學位，曾為蘇聯陸軍上校（退役）。

## 生平
1975 年，阿利貝克畢業於托木斯克醫學院軍事系，專業為「傳染病與流行病學」，之後被分配到國營科學生產機構biopreparat工作。
從 1975 年開始，他在隸屬於蘇聯部長會議的biopreparat工作，這是一個開發與測試生物武器的機構。當時該機構在三個工廠中設立了研究與生產基地。阿利貝克最初在別爾茨克的工廠任職，後來升遷至奧穆特寧斯克基地擔任主管，並在當地迅速升遷至總監。在這段時間，他於 1983 年完成了以土拉菌病為基礎的生物武器研發並獲得副博士學位。
不久後，他被調往規模更大、設備更先進的斯捷普諾戈爾斯克（代號「斯捷普諾戈爾斯克-19」）擔任總監，負責開發以炭疽病和馬爾堡熱為基礎的生物武器。在任內完成博士論文後，被biopreparat領導人卡里寧任命為第一副總經理。隨後，他又成為科學生產協會「生物機械」總經理以及全俄「生物化學機械設計研究所」所長。.
1988年，他晉升為biopreparat第一副局長，不僅負責監管生物武器設施，還負責監督大量生產抗生素、疫苗、血清和乾擾素的製藥廠。
1990年春，蘇聯宣布將重組醫學和微生物工業部。阿利貝克起草並遞交了一份備忘錄給當時的總書記戈巴契夫，提議停止biopreparat的生物武器工作。戈巴契夫批准了這項提議，但在阿里貝克的草案中秘密添加了一段，最終總統頒布法令，下令停止biopreparat的生物武器工作，但同時要求他們為未來的生物武器生產做好準備。
阿利貝克利用其在Biopreparat的職位以及法令第一部分賦予他的權力，著手銷毀生物武器，拆除了包括斯捷普諾戈爾斯克、科爾佐沃、奧穆特寧斯克等地在內的多個研發設施的生物武器生產和測試能力。

## 蘇聯解體後
1991年12月蘇聯解體後，阿利貝克隨後被任命負責為美英聯合代表團視察蘇聯生物設施的準備工作。但當他參與蘇聯隨後對美國設施的視察時，他對美國沒有進攻性生物武器計劃的懷疑在他返回俄羅斯之前得到了證實。 1992年1月，從美國回國後不久，阿里別克就抗議俄羅斯繼續進行生物武器研究，並辭去了俄羅斯軍隊和生物製劑公司的職務。
1992年10月，阿利貝克和家人移民美國。 移居美國後，阿利貝克向政府提供了前蘇聯生物武器計畫的詳細報告。在一次中情局的報告中，阿利貝克描述了蘇聯致力於將一種毒性極強的天花病毒株武器化，他們生產了數百噸病毒，可以用炸彈或彈道飛彈傳播。
阿利貝克曾多次在美國國會作證，並為美國情報、政策、國家安全和醫學界提供指導。
1999 年，他與記者史蒂芬·漢德爾曼合著出版了《生化危機》一書,講述了他在蘇聯的工作經歷以及叛逃的經歷。該書已翻譯成多種語言，2003 年以《小心！生物武器！》之名出版俄文版。
他為 AFG Biosolutions Inc. 的總裁與合夥人，這是一家美國研發生物武器防護系統的公司。他同時是喬治梅森大學教授、美國國家生物防禦中心主任。.

### 在烏克蘭發展
2006 年，阿利貝克在烏克蘭成立製藥廠「Max-Well 科研與產業中心」，該廠為美國跨國企業 MaxWell Biocorporation 的子公司，他本人擔任總裁與總經理。
起初宣稱該廠投資額逾 1 億美元，但後來曝光該廠實際由哈薩克前 BTA 銀行老闆穆赫塔爾·阿布良佐夫資助，用於洗錢。廠房名義上由阿布良佐夫擁有，而所用蛋白質原料實際來自美國 AFG Biosolutions 生產，再出口至烏克蘭加工。MaxWell 副總裁為阿布良佐夫的妹妹高哈爾·庫薩伊諾娃，是阿利別科夫的親密合作人。
2010 年工廠出售後，阿利貝克返回哈薩克發展。

### 在哈薩克發展
2005 年美方不再需要阿利貝克的服務，此後他向哈薩克政府提供生物技術科學建構的援助。.
2010 年他遷居阿斯塔納，曾短期擔任納扎爾巴耶夫大學自然科學與技術學院的化學生物系主任，致力於抗癌藥物與延壽產品的研發。他還擔任哈國急救醫學科學中心董事會主席及國家腫瘤與移植研究中心主任，並保留美國國籍。雖獲得約 10 億堅戈預算資助進行「惡性腫瘤的新系統療法」計畫，但 7 年來未見具體科研成果。他提交的三項專利均被哈薩克智慧財產局駁回，認定不具創新性。.
阿利貝克本人坦言赴哈主要動機是經濟因素：
「我要誠實地說，我需要掙錢，讓美國的家人有辦法支付開銷。」
2014 年 1 月，他在記者會上提及患癌的俄羅斯歌手喬安娜·福莉絲克，聲稱只有他能救她，但其父否認曾與哈方醫師聯絡過治療事宜。
最終，當哈薩克發現其所謂高科技實為舊技術、他本人也非腫瘤或醫學專家後，他自行解約並回到美國。
2017 年，他在 Facebook 發表離職感言，批評哈薩克的審計與研究監管制度，並以美國為例暗示那邊「不查帳」，卻未提美國僅不查用私人資金營運的企業。

## 《洛杉磯時報》的調查
1992 年秋，阿利貝克移民美國，揭露蘇聯參與生物武器開發的內幕。他表示，蘇聯違反 1972 年國際公約，動員約 3 萬科學家於數十家機密實驗室開發生物武器。他還警告，解體後部分專家可能前往伊拉克與北韓，並可能攜帶炭疽或天花病菌。
他強調，若俄方真的改造過天花病毒，可能連已接種疫苗者都無法倖免。這些說法強化他在華府的政治影響力，成為美國生物防禦戰略的推手。他主張伊拉克持有大規模殺傷性武器，是 2003 年美國發動戰爭的主要論點之一，但後來證實該國並無相關武器。他在學術界備受質疑，包括他透過網路販售「增強免疫」的藥品行為，也遭到嘲笑。2006 年，他因內部糾紛而辭去弗吉尼亞大學生物防禦中心執行董事職務。
阿利貝克被指過度渲染美國生物恐怖威脅，以便獲取聯邦資金。據估，他曾協助爭取約 2,800 萬美元聯邦合約。後來轉向開發一種多合一抗病毒／細菌的產品。.
《洛杉磯時報》評估其公開發言與科研紀錄後認為，他並非真正具資格的生物武器專家，其許多資訊可能不實。布希政府防疫顧問、退役將軍菲利浦·拉塞爾指出，阿利貝克對炭疽的資訊可信，但對基因改造天花病毒等說法，則顯得更像幻想。拉塞爾說：「他總說有些事已完成，但我們深入追問後發現他其實並不了解，只是聽誰說的而已。比如把伊波拉病毒基因植入天花這種說法，多數人聽了都覺得像在講小說，而且可能根本不是真的。」.